# Karl von Pückler-Burghauß
Karl Erdmann Alexander Ludwig Graf von Pückler Freiherr von Groditz (seit 1887 Graf von Pückler-Burghauß) (* 9. Juli 1817 in Tannhausen im Landkreis Waldenburg; † 1. Juli 1899 in Ober-Weistritz im Landkreis Schweidnitz) war ein preußischer Rittergutsbesitzer und Politiker.

## Leben
Seine Eltern waren Anna Reichsgräfin Maltzahn-Militsch und Erdmann August Sylvius Graf Pückler (1788–1826), Erbherr auf Tannhausen bei Militsch in Schlesien, kgl. preuß. Kammerherr und Major a. D. Graf Karl von Pückler studierte Rechtswissenschaften in Bonn und Berlin. Danach trat er in den preußischen Staatsdienst ein. Seit 1845 bewirtschaftete er seine vom früh verstorbenen Vater ererbten Güter und verließ den Staatsdienst 1848. Seither war er Rittergutsbesitzer in Ober-Weistritz.
Zwischen 1853 und 1861 war Graf Pückler dann Mitglied des Preußischen Abgeordnetenhauses. Er gehörte zunächst der Fraktion Arnim an. Im Jahr 1855 wurde er Begründer und Vorsitzender der nach ihm benannten Fraktion Pückler. Im Jahr 1858 wurde Graf Pückler zum königlichen Kammerherrn ernannt. Zwischen 1863 und 1869 amtierte er als Landrat des Kreises Schweidnitz. Danach war er Landeshauptmann von Schlesien. Gleichzeitig erhielt er die Ehrentitel eines Zeremonienmeisters und eines Obermundschenks.
Von 1867 bis 1871 gehörte Graf Pückler dem Reichstag des Norddeutschen Bundes an. Zwischen 1871 und 1877 war er Mitglied des Reichstages als Mitglied der Konservativen Partei für den Wahlkreis Regierungsbezirk Breslau 9 (Striegau – Schweidnitz). Seit 1876 war er General-Landschaftsdirektor der Provinz Schlesien und somit Leiter der Schlesischen Landschaft. Bis 1886 war er außerdem Präsident des landwirtschaftlichen Zentralvereins Schlesiens. Seit 1883 gehörte er dem Preußischen Herrenhaus an. Im Jahr 1886 wurde er Fideikommissherr auf Friedland in Oberschlesien. Mit Diplom vom 15. Juli 1887 wurde ihm die Namens- und Wappenvereinigung mit denen der Grafen von Burghauß genehmigt. Im Jahr 1896 wurde er zum Wirklichen Geheimen Rat ernannt. Seit 1867 war Graf Pückler Rechtsritter des Johanniterordens.

## Ehe und Nachkommen
Seine Ehefrau wurde am 6. Mai 1844 Karoline (Caroline) Henriette Prinzessin Reuß-Schleiz-Köstritz (* 4. Dezember 1820; † 15. Juli 1912), deren Eltern mit Klemzig im Landkreis Züllichau-Schwiebus ein kleines Gut besaßen. Karolines Mutter war Dorothee Prinzessin Schoenaich-Carolath, ihr Vater der Ritterschaftsrat der Neumark Heinrich LX. Fürst Reuß zu Köstritz (1784–1833).
Karl und Karoline von Pückler hatten sieben Kinder, die zwischen 1845 und 1857 geboren wurden:
- Maria (* 1845), Stiftsdame
- Eberhard (* 1847)
- Friedrich (1849–1920) ⚭ 1885 Ella von Köppen (1862–1899), Generallandschaftsdirektor[4] und Mitglied des Preußischen Herrenhauses
- Heinrich (* 1851) ⚭ 1884 Elisabeth Fürstin Kurakin
- Dorothea (* 1853) ⚭ 1892 Hermann Graf von Pückler-Limpurg († 1902)
- Anna (* 1855)
- Carl (1857–1943) ⚭ 1901 Marie-Agnes Gräfin von Hochberg, Freiin zu Fürstenstein (* 1871)